# چیتگونگ-۱۱
چیتگونگ-۱۱ (به لاتین: Chittagong-11) یک منطقهٔ مسکونی در بنگلادش است که در ناحیه چیتاگونگ واقع شده‌است.